# 季節調整
季節調整（）とは、経済統計の月次または四半期などの時系列データから季節要因を取り除き、分析しやすい形にすること。

## 季節調整を行う理由
ビールは夏に売れる、給料は夏と冬に増えるなど、経済統計データには1年を周期とする季節的な変動があり、景気動向などをみるためには季節変動を除去しないと正確な姿を捉えることができない。

## 変動要因の種類
時系列データは、一般に季節要因も含めて次の4つの変動要因をもつといわれている。
| 変動要因               | 変数                               |
| ---------------------- | ---------------------------------- |
| 傾向変動（すう勢変動） | {\displaystyle T}（英: trend）     |
| 循環変動               | {\displaystyle C}（英: cycle）     |
| 季節変動               | {\displaystyle S}（英: seasonal）  |
| 不規則変動（偶発変動） | {\displaystyle I}（英: irregular） |

傾向変動
一方向的な方向を持続する変化であり、周期が15年以上の長期的な波動（波状の上下変動）を含む。
循環変動
周期が通常3～15年であって周期の確定していない波動だが、もっと短期間の景気の好・不況も含む。傾向変動と循環変動とがひとまとめにされることもしばしばある。キチンの波やジュグラーの波などが有名。詳細は景気循環を参照。
季節変動
1年を周期とする定期的な波動。季節調整において取り除く対象となる波動である。
不規則変動
上記三つの変動の残差と考えられ、不規則、攪乱要素で起きる変動。典型例として、消費税率の更新前の駆け込み需要が挙げられる。

## 変動要因の合成
4つの変動要素を組み合わせて元の時系列データ（原系列）の動きを説明する。このとき、組み合わせる方式として、加法モデルと乗法モデルとが考えられている。
| モデル名   | 概要                                                   | 計算式                                    |
| ---------- | ------------------------------------------------------ | ----------------------------------------- |
| 加法モデル | 原系列の変動が、各要因の和で構成されているとするモデル | {\displaystyle T+C+S+I}                   |
| 乗法モデル | 原系列の変動が、各要因の積で構成されているとするモデル | {\displaystyle T\times C\times S\times I} |

経済統計データの季節調整には、乗法モデルの方が適していると考えられている。これは対象となる経済統計データの水準が高くなるほど、各変動要因の振幅も増すからである。
なお、乗法モデルにおいて、計算式の対数をとると加法モデルに変換できるので、両者間に技術的な差はほとんどない。
{\displaystyle \log \ \left(T\times C\times S\times I\right)=\log T+\log C+\log S+\log I}

## 季節変動の要因
季節変動の主な要因とその例を挙げる。
気温・天候
暑いと清涼飲料水が売れる。雨の日が多いと行楽客が減る。
カレンダー
ゴールデンウィークやハッピーマンデーなどの連休があると、工場の稼働日数が減って生産が下がる。
制度
決算の都合で、毎年3月は営業成績を上げるために生産や販売が上昇する傾向がある。夏と冬にはボーナスが出るので、消費が増える。
習慣
お中元やお盆、正月。

## 季節調整手法
パソコンなどによって行える簡易手法には以下のようなものがある。
月別平均法
月ごとの平均値を季節変動値とみなす方法。簡単だが、傾向変動を同時に除去してしまう。
パーソンズ法（連環比率法）
月ごとの前月比を計算し、その前月比の平均値を季節変動値とみなす方法。アメリカの統計学者、W. M. パーソンズが考案した。
12か月移動平均法
上2つの方法が季節変動値を求め、原系列を除する（割る）ことによって季節調整値を出すのに対して、この方法は「一定周期の波動をもつ系列は、同じ期間の移動平均値を求めることによって波動を除去することができる。季節変動は1年周期なので、12か月の平均を行えば季節変動はなくなる」という考え方の手法である。簡単だが、循環変動、不規則変動をならすことができる。また、時系列の最初と最後に欠損が生じる。（対移動平均比率法も参照。）
また、専用のプログラムを使用するものの、より詳細な方法としてアメリカの商務省センサス局が開発したセンサス局法がある。X-12-ARIMAは、官庁統計や日本銀行などで使われており、代表的な季節調整手法プログラムとなっている。
官庁の季節調整法については、統計審議会から季節調整法の適用について（指針）が出ている。